# 不要摸我 (柯勒乔)

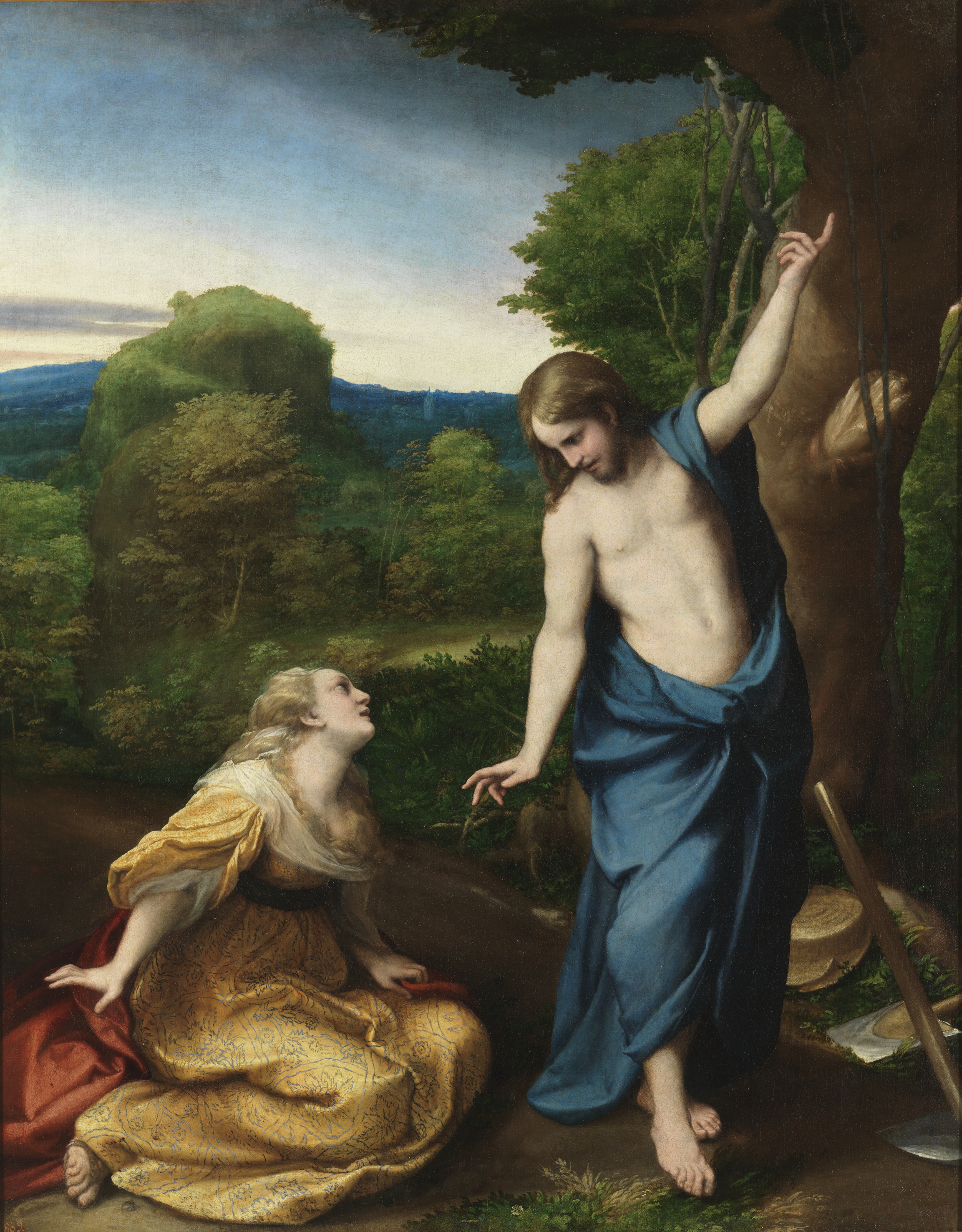

《不要摸我》（Noli me tangere）是柯勒乔的一幅绘画，绘制于大约1525年   ，描绘了耶稣复活后，向 抹大拉的马利亚显现的故事。现藏于马德里普拉多博物馆。